# Klieng Cot Aron
Klieng Cot Aron is een bestuurslaag in het regentschap Aceh Besar van de provincie Atjeh, Indonesië. Klieng Cot Aron telt 1096 inwoners (volkstelling 2010).